# Filodrillia lacteola
Filodrillia lacteola é uma espécie de gastrópode do gênero Filodrillia, pertencente à família Borsoniidae.